# 놀란도마뱀붙이
놀란도마뱀붙이(Teratoscincus scincus)는 커먼 원더 게코(common wonder gecko), 프로그아이 게코(frog-eyed gecko)라 불리며, 땅딸이도마뱀붙이과에 속한 도마뱀붙이류의 일종이다. 이 종은 아시아의 건조한 지역에 토착하며 사막 생활에 최적화한 특별한 적응능력을 가지고 있다.

## 형태
놀란도마뱀붙이는 다 자라면 꼬리까지 16cm에 이르는 큰 도마뱀붙이류다. 머리는 넓고, 눈은 크며, 사지는 길고 튼튼하고 꼬리는 짧다. 대부분의 도마뱀붙이류와 달리 발가락에 기어오르기 위한 빨판이 없으며, 대신 비늘이 빗처럼 나있어서 모래 위를 걷기에 최적화되어있다. 머리의 비늘은 특히 작은데, 반면에 몸통과 특히 꼬리의 비늘은 크다. 성체는 담황색 혹은 황갈색 바탕에 뚝뚝 끊어진 검은 줄무늬나 불규칙적인 검은 점들이 나있다. 밑부분은 하얗다. 막 깨어난 유체는 좀 더 색깔이 화려하며, 밝은 노란색 바탕에 검은 줄무늬가 나있다.

## 분포
놀란도마뱀붙이의 지리학적 분포 범위는 중동, 중앙아시아, 동아시아 서극단을 포함하며 이란 서부, 아프가니스탄 서부, 발루치스탄과 파키스탄 북부로 뻗어나가 카스피해 동쪽, 중국 서부, 아라비아반도의 쿠웨이트, 카타르, 아랍에미리트, 오만, 카자흐스탄, 투르크메니스탄, 우즈베키스탄, 타지키스탄에 이른다. 모식지(type locality)는 중국, 카자흐스탄의 일리강 계곡이다. 우즈베키스탄의 페르간스카야 계곡에 서식하는 T. s. rustamowi는 놀란도마뱀붙이의 아종이었으나. 이후 Teratoscincus rustamowi라는 이름의 종으로 승격되었다.

## 서식
놀란도마뱀붙이의 전형적인 서식지는 사막과 반건조지역, 모래언덕과 자갈평원이다.

## 생태
놀란도마뱀붙이는 야행성이며, 낮에 시원하고 습하게 지내기 위해 깊은 굴을 판다. 곤충과 도마뱀 따위의 다양한 동물을 먹이로 삼는다. 지면에서 공격받으면 끽끽대거나 쉿쉿대며, 혹은 꼬리를 휘둘러 큰 비늘로 상처를 입힌다. 도발당하면 위협자세를 취하며, 발끝으로 땅을 디디고, 등을 구부리며, 목구멍을 크게 벌리고, 입을 넓게 벌리고 꼬리를 휘두른다. 계속해서 도발한다면 끽끽대면서 앞으로 돌진해 적을 문다. 방어전략의 일환으로서 꼬리를 자절할 수도 있다.

## 참고 문헌
- Boulenger GA (1885). Catalogue of the Lizards in the British Museum (Natural History). Second Edition. Volume I. Geckonidæ ... London: Trustees of the British Museum (Natural History). (Taylor and Francis, printers). xii + 436 pp. + Plates I-XXXII. (Teratoscincus scincus, new combination, pp. 12–13 + Plate II, figure 3).
- Schlegel H (1858). "Handleiding Tot de Beoefening der Dierkunde". Natuurkundige Leercursus ten Gebruike der Koninklijke Militaire Akademie 2: xx + 1-628. (Stenodactylus scincus, new species, p. 16). (in Dutch).